# LT&SR First Class 4
Die dreiachsigen Abteilwagen der 1. Klasse (im Englischen mit First Class bezeichnet) nach Musterblatt 4 der britischen London, Tilbury and Southend Railway (LT&SR) wurden ab 1893 gebaut. 

## Geschichte
Zwischen 1893 und 1899 ließ die LT&SR bei der Metropolitan Railway Carriage and Wagon Company elf Abteilwagen der 1. Klasse bauen. Die dreiachsigen Wagen hatten jeweils vier Abteile, wobei die an den Wagenenden befindlichen für Raucher vorgesehen waren.
Mit der Übernahme der LT&SR durch die Midland Railway (MR) 1912 gingen die Wagen an die MR über. Sie wurden jedoch vor dem Zusammenschluss der MR mit anderen Gesellschaften 1923 zur London, Midland and Scottish Railway (LMS) außer Dienst gestellt und verschrottet. 

## Lackierung und Beschriftung
Die Wagenkästen bestanden, wie bei allen Personenwagen der LT&SR, aus klarlackiertem Teakholz und hatten goldfarbene Zierlinien und Beschriftungen mit rotem Schatten. Die Dächer waren hellgrau, Fahrgestelle und alle anderen Metallteile wurden schwarz lackiert.